# Holgerfejden
Holgerfejden kaldes en litterær strid, som udkæmpedes 1789 i anledning af, at Jens Baggesen havde skrevet en operatekst, Holger Danske, hvis emne var taget fra Wielands Oberon; den blev oversat til tysk af professor Carl Friedrich Cramer i Kiel med et stærkt rosende forord. P.A. Heiberg, der var ligeså uvillig stemt mod den ny operasmag som mod den nyvågnende tyskromantiske smag i litteraturen, parodierede Baggesens opera i Holger Tyske.
Der fremkom en hel flod af indlæg for og imod Baggesens operatekst, 60 – 70 pjecer, artikler og andre akter i alt; de vigtigste deltagere i striden foruden Heiberg og Cramer var Knud Lyne Rahbek, Johan Clemens Tode,
Friederike Brun, Schack Staffeldt, Werner Hans Frederik Abrahamson og Christen Henriksen Pram. Baggesen selv holdt sig udenfor fejden, men denne virkede dog så stærkt på hans modtagelige nervesystem, at hans venner fandt det nødvendigt at skaffe ham en større udenlandsrejse, og Holgerfejden gav således det første stød til Baggesens omflakkende rejseliv.

## Note
1. ↑  Ole Kongsted: "Om Holger Danske og Holger-fejden", Magasin fra Det Kongelige Bibliotek 10/4, 1996, s. 19-31, side 25
2. ↑  Leif Ludwig Albertsen (1971). Holgerfejden. Side 35.

| Sprog og litteratur | Spire Denne artikel om litteratur er en spire som bør udbygges. Du er velkommen til at hjælpe Wikipedia ved at udvide den. |